# Marco Lanna
Marco Lanna (Genova, 13 luglio 1968) è un dirigente sportivo ed ex calciatore italiano, di ruolo difensore.

## Caratteristiche tecniche
Impostato inizialmente come terzino, ha ricoperto in seguito il ruolo di libero o difensore centrale. Forte di testa e nell'anticipo, riusciva a disimpegnarsi in marcatura  ricorrendo spesso al gioco falloso; oltre a rompere il malleolo di Evair, in occasione della gara Bari-Sampdoria del campionato 1991-92 si rese protagonista di un fallo duro e apparentemente inutile ai danni del brasiliano João Paulo, che provocò al giocatore barese uno stop di quasi due anni, tanto da guadagnarsi una fama negativa nel capoluogo pugliese.

## Carriera

### Giocatore

Lanna (a sinistra) in maglia sampdoriana nel 1993, in marcatura sullo juventino Roberto Baggio.

Lanna esordisce a 19 anni, nella stagione 1987-1988, nella Sampdoria di Vujadin Boskov, dove rimane per sette stagioni consecutive, trovando via via sempre maggior spazio. Con i blucerchiati vince due Coppe Italia (nel 1988 e nel 1989), una Coppa delle Coppe (nel 1990) e uno scudetto nel 1991, in alternanza a Luca Pellegrini nel ruolo di libero. Nel 1992 è finalista della Coppa dei Campioni contro il Barcellona. Durante la militanza nella Samp viene anche convocato in nazionale da Arrigo Sacchi, debuttando nell'ottobre 1992 contro la Svizzera.
Nella stagione 1993-1994 viene acquistato dalla Roma per 10 miliardi di lire, per sostituire l'infortunato Aldair; in giallorosso disputa quattro campionati, giocando 113 partite e segnando 2 reti. Nel derby del Campidoglio tra Roma e Lazio del 18 febbraio 1996 Lanna, a pochi minuti dalla fine della partita, ferma con la mano, volontariamente e in area di rigore, un cross di un giocatore laziale, propiziando il rigore, poi realizzato da Giuseppe Signori, che dà la vittoria agli avversari.
Dopo l'ultima negativa stagione romanista, sotto la guida di Carlos Bianchi, nel 1997 emigra in Spagna, dove gioca per due anni nel Salamanca, squadra facente parte in quel periodo della Primera División. In Spagna trova come allenatore Txetxu Rojo. Debutta nella Liga il 31 agosto 1997 contro il Racing de Santander. Il 12 aprile 1998 in Salamanca-Valencia, partita conclusasi 6-0, a Lanna viene contestato il secondo gol al 25' per averlo segnato con la mano, fatto verificato poi con le immagini al rallentatore.
Nel 1999 retrocede con il Salamanca, terminando il campionato in ultima posizione. Tuttavia, viene acquistato dal Real Saragozza, dove ritrova Txetxu Rojo in panchina, continuando così a giocare nella massima serie spagnola. Il trasferimento è consigliato anche da Víctor Muñoz, nativo di Saragozza e suo compagno di squadra alla Sampdoria..
Rimasto fuori dal campo per un infortunio nella prima parte della stagione, Lanna debutta con gli aragonesi il 22 dicembre 1999 in occasione della vittoria casalinga per 2-1 contro il Deportivo de La Coruña.
Nella stagione 1999-2000 il Real Saragozza conclude la stagione al quarto posto nella Liga, posizione che teoricamente varrebbe la qualificazione alla Coppa dei Campioni, la quale però viene assegnata al Real Madrid, essendosi laureatosi campione d'Europa, pur essendo arrivato al quinto posto in campionato.
Nella stagione 2000-2001 gioca quindi in Coppa UEFA, debuttando contro il Wisła Kraków ma la squadra viene subito eliminata al primo turno dai polacchi. In campionato la squadra fa fatica ed è coinvolta nella lotta per non retrocedere, mentre Lanna salta diverse partite per problemi fisici. Tuttavia, il Real Saragozza riesce a vincere la Coppa del Re, battendo in finale il Celta Vigo per 3-1, anche se Lanna non è disponibile nella finale a causa di un infortunio. 
A fine anno il Real Saragozza decide di non rinnovare il contratto, così Lanna resta senza squadra per alcuni mesi, allenandosi con il Chelsea di Claudio Ranieri, la Fiorentina di Roberto Mancini e il Watford, senza che tuttavia si concretizzi alcun trasferimento. Finalmente, nel febbraio 2002 torna alla Sampdoria, in Serie B, fino alla fine della stagione, quando decide di ritirarsi a causa dei problemi fisici al ginocchio.

### Dopo il ritiro

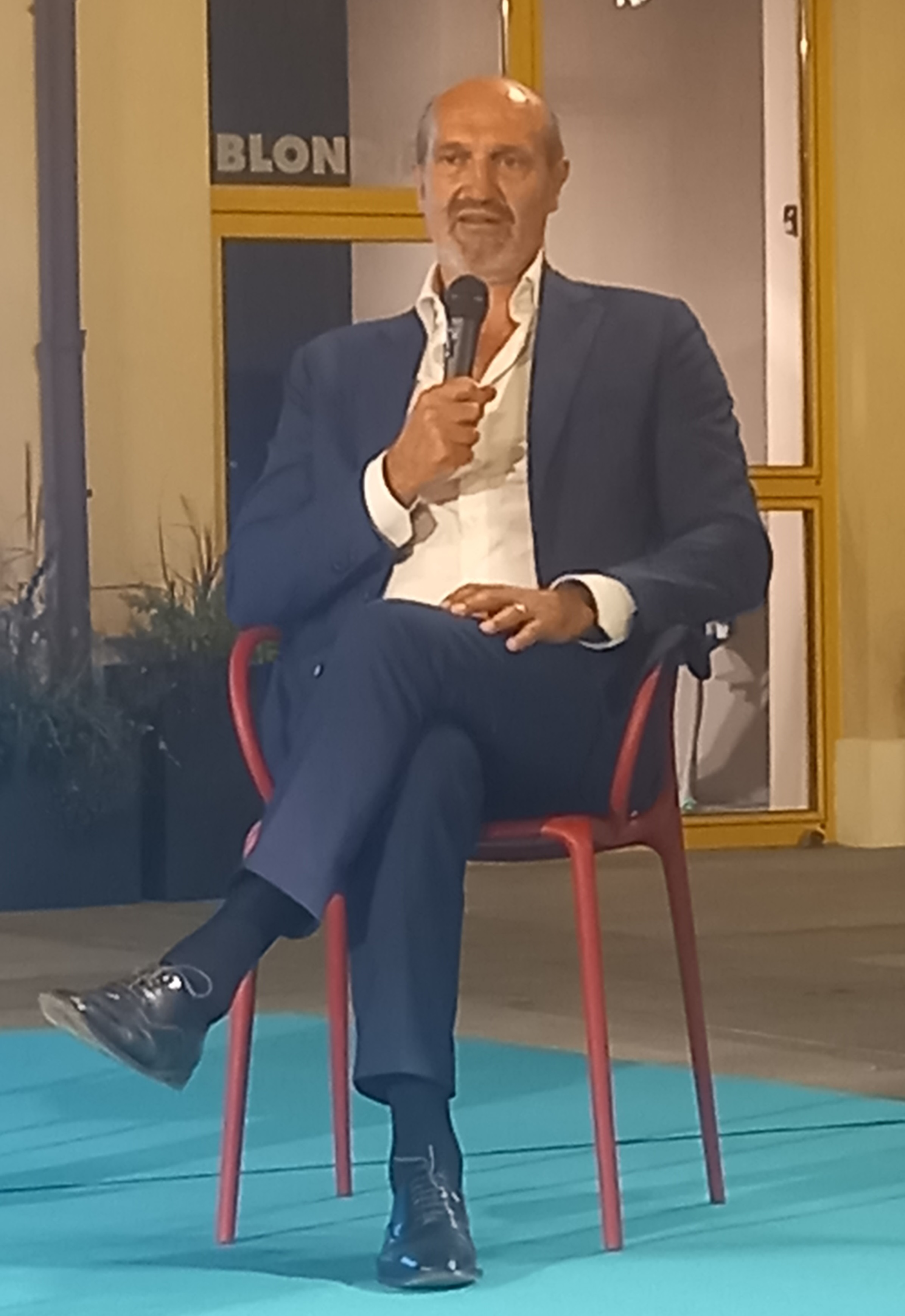
Il presidente della Sampdoria Marco Lanna nel 2023

Dopo un'esperienza come commentatore sportivo per le telecronache di Dahlia TV, il 27 agosto 2011 diventa direttore sportivo del Piacenza, militante nel campionato di Lega Pro Prima Divisione. Ricopre l'incarico fino al 7 gennaio 2012, quando viene sostituito da Carlo Regalia.
Il 27 dicembre 2021 viene nominato presidente della Sampdoria al posto del dimissionario Massimo Ferrero. Il 3 agosto 2023 viene confermato presidente con l’insediamento della nuova proprietà. il 3 febbraio 2024 si dimette dalla carica

## Statistiche

### Presenze e reti nei club
| Stagione              | Squadra               | Campionato            | Campionato | Campionato | Coppa nazionale | Coppa nazionale | Coppa nazionale | Coppe continentali | Coppe continentali | Coppe continentali | Altre coppe | Altre coppe | Altre coppe | Totale | Totale |
| Stagione              | Squadra               | Comp                  | Pres       | Reti       | Comp            | Pres            | Reti            | Comp               | Pres               | Reti               | Comp        | Pres        | Reti        | Pres   | Reti   |
| --------------------- | --------------------- | --------------------- | ---------- | ---------- | --------------- | --------------- | --------------- | ------------------ | ------------------ | ------------------ | ----------- | ----------- | ----------- | ------ | ------ |
| 1987-1988             | Sampdoria             | A                     | 1          | 0          | CI              | 0               | 0               | -                  | -                  | -                  | -           | -           | -           | 1      | 0      |
| 1988-1989             | Sampdoria             | A                     | 19         | 0          | CI              | 10              | 0               | CdC                | 7                  | 0                  | SI          | 1           | 0           | 37     | 0      |
| 1989-1990             | Sampdoria             | A                     | 16         | 0          | CI              | 2               | 0               | CdC                | 3                  | 0                  | SI          | 0           | 0           | 21     | 0      |
| 1990-1991             | Sampdoria             | A                     | 26         | 0          | CI              | 8               | 0               | CdC                | 5                  | 0                  | SU          | 2           | 0           | 41     | 0      |
| 1991-1992             | Sampdoria             | A                     | 31         | 1          | CI              | 8               | 0               | CC                 | 11                 | 0                  | SI          | 1           | 0           | 51     | 1      |
| 1992-1993             | Sampdoria             | A                     | 31         | 1          | CI              | 2               | 1               | -                  | -                  | -                  | -           | -           | -           | 33     | 2      |
| 1993-1994             | Roma                  | A                     | 26         | 1          | CI              | 1               | 0               | -                  | -                  | -                  | -           | -           | -           | 27     | 1      |
| 1994-1995             | Roma                  | A                     | 31         | 1          | CI              | 3               | 0               | -                  | -                  | -                  | -           | -           | -           | 34     | 1      |
| 1995-1996             | Roma                  | A                     | 32         | 0          | CI              | 1               | 0               | CU                 | 8                  | 0                  | -           | -           | -           | 41     | 0      |
| 1996-1997             | Roma                  | A                     | 24         | 0          | CI              | 1               | 0               | CU                 | 4                  | 0                  | -           | -           | -           | 29     | 0      |
| Totale Roma           | Totale Roma           | Totale Roma           | 113        | 2          |                 | 6               | 0               |                    | 12                 | 0                  |             | -           | -           | 131    | 2      |
| 1997-1998             | Salamanca UDS         | PD                    | 26         | 1          | CR              | 1               | 1               | -                  | -                  | -                  | -           | -           | -           | 27     | 2      |
| 1998-1999             | Salamanca UDS         | PD                    | 27         | 0          | CR              | 0               | 0               | -                  | -                  | -                  | -           | -           | -           | 27     | 0      |
| Totale Salamanca UDS  | Totale Salamanca UDS  | Totale Salamanca UDS  | 53         | 1          |                 | 1               | 1               |                    | -                  | -                  |             | -           | -           | 54     | 2      |
| 1999-2000             | Real Saragozza        | PD                    | 19         | 0          | CR              | 1               | 0               | -                  | -                  | -                  | -           | -           | -           | 20     | 0      |
| 2000-2001             | Real Saragozza        | PD                    | 18         | 2          | CR              | 6               | 0               | CU                 | 1                  | 0                  | -           | -           | -           | 25     | 2      |
| 2001-gen. 2002        | Real Saragozza        | PD                    | 0          | 0          | CR              | 0               | 0               | -                  | -                  | -                  | SS          | 0           | 0           | 0      | 0      |
| Totale Real Saragozza | Totale Real Saragozza | Totale Real Saragozza | 37         | 2          |                 | 7               | 0               |                    | 1                  | 0                  |             | 0           | 0           | 45     | 2      |
| gen.-giu. 2002        | Sampdoria             | B                     | 9          | 0          | CI              | 0               | 0               | -                  | -                  | -                  | -           | -           | -           | 9      | 0      |
| Totale Sampdoria      | Totale Sampdoria      | Totale Sampdoria      | 133        | 2          |                 | 30              | 1               |                    | 26                 | 0                  |             | 4           | 0           | 193    | 3      |
| Totale carriera       | Totale carriera       | Totale carriera       | 336        | 7          |                 | 44              | 2               |                    | 39                 | 0                  |             | 4           | 0           | 423    | 9      |

### Cronologia presenze e reti in nazionale
| Cronologia completa delle presenze e delle reti in nazionale ― Italia | Cronologia completa delle presenze e delle reti in nazionale ― Italia | Cronologia completa delle presenze e delle reti in nazionale ― Italia | Cronologia completa delle presenze e delle reti in nazionale ― Italia | Cronologia completa delle presenze e delle reti in nazionale ― Italia | Cronologia completa delle presenze e delle reti in nazionale ― Italia | Cronologia completa delle presenze e delle reti in nazionale ― Italia | Cronologia completa delle presenze e delle reti in nazionale ― Italia |
| Data                                                                  | Città                                                                 | In casa                                                               | Risultato                                                             | Ospiti                                                                | Competizione                                                          | Reti                                                                  | Note                                                                  |
| --------------------------------------------------------------------- | --------------------------------------------------------------------- | --------------------------------------------------------------------- | --------------------------------------------------------------------- | --------------------------------------------------------------------- | --------------------------------------------------------------------- | --------------------------------------------------------------------- | --------------------------------------------------------------------- |
| 14-10-1992                                                            | Cagliari                                                              | Italia                                                                | 2 – 2                                                                 | Svizzera                                                              | Qual. Mondiali 1994                                                   | -                                                                     |                                                                       |
| 13-10-1993                                                            | Roma                                                                  | Italia                                                                | 3 – 1                                                                 | Scozia                                                                | Qual. Mondiali 1994                                                   | -                                                                     | 68’                                                                   |
| Totale                                                                |                                                                       | Presenze                                                              | 2                                                                     |                                                                       | Reti                                                                  | 0                                                                     |                                                                       |

## Palmarès

Lanna (in alto a destra) festeggia la vittoria della Sampdoria nella Coppa Italia 1988-1989

### Club

#### Competizioni nazionali
- Coppa Italia: 2

Sampdoria: 1987-1988, 1988-1989
- Campionato italiano: 1

Sampdoria: 1990-1991
- Supercoppa italiana: 1

Sampdoria: 1991
- Coppa di Spagna: 1

Real Saragozza: 2000-2001

#### Competizioni internazionali
- Coppa delle Coppe: 1

Sampdoria: 1989-1990

## Riconoscimenti
- 2011 (Genova, 28 maggio) - Viene insegnito dall'Ordine Nazionale Cavalieri dello Sport, con il patrocinio dell'CSEN, del titolo di Cavaliere dello Sport.[20]